# HD18597
HD18597 — хімічно пекулярна зоря спектрального класу A1, що має видиму зоряну величину в смузі V приблизно  8,6.
Вона  розташована на відстані близько 691,0 світлових років від Сонця.

## Фізичні характеристики
Телескоп Гіппаркос зареєстрував фотометричну змінність  даної зорі з періодом    2,78 доби в межах від  Hmin= 9,40 до  Hmax= 8,79.